# Coelosia fusca
Coelosia fusca är en tvåvingeart som först beskrevs av Mario Bezzi 1892.  Coelosia fusca ingår i släktet Coelosia och familjen svampmyggor.
Artens utbredningsområde är Italien. Arten är reproducerande i Sverige. Inga underarter finns listade i Catalogue of Life.